# Mimosybra spinipennis
Mimosybra spinipennis es una especie de escarabajo del género Mimosybra, familia Cerambycidae. Fue descrita científicamente por Breuning en 1975.
Se distribuye por Papúa Nueva Guinea. Posee una longitud corporal de 12-12,5 milímetros. El período de vuelo de esta especie ocurre en los meses de julio y agosto.